# Çapağan
Çapağan är en ort i Azerbajdzjan.   Den ligger i distriktet Şəki Rayonu, i den centrala delen av landet, 240 km väster om huvudstaden Baku. Çapağan ligger 369 meter över havet och antalet invånare är 315.
Terrängen runt Çapağan är kuperad västerut, men österut är den platt. Närmaste större samhälle är Sheki, 13,9 km norr om Çapağan. 
Trakten runt Çapağan består till största delen av jordbruksmark. Runt Çapağan är det ganska glesbefolkat, med 38 invånare per kvadratkilometer.